# 8554 Gabreta
8554 Gabreta (1995 KH) là một tiểu hành tinh vành đai chính được phát hiện ngày 25 tháng 5 năm 1995 bởi M. Tichy ở Klet.